# Mario Benzing

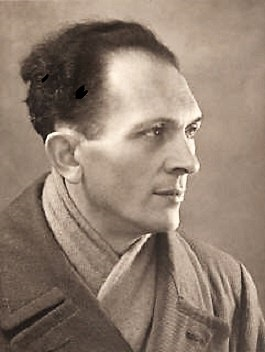
Mario Benzing

Mario Benzing, (n. 7 decembrie 1896 în Como, Italia; d. 29 noiembrie 1958 în Milano, Italia) a fost un scriitor și traducator italian de origine germană.
Între cele doua războaie mondiale a scris câteva romane și diverse biografii de personaje istorice, printre care Cleopatra, Messalina sau Regina Cristina a Suediei. Ca traducator literar, în special din limba engleză, dar și din germană și franceză, semnându-se adesea Mario Benzi, datorită obligației legii timpului care impunea italienizarea numelor, a tradus peste 80 de volume, scrise de 55 de autori, din 7 țări. Printre autorii cărora se dedică , fiind în multe cazuri primul traducător italian, se numără Joseph Conrad, Jack London, Rudyard Kipling, Arthur Schnitzler, Lewis Carroll, E.T.A Hoffmann, Pelham Grenville Wodehouse, Edgar Allan Poe, Sigrid Undset, Herbert George Wells, David Herbert Lawerence. 